# Trudeaus stern
De Trudeaus stern (Sterna trudeaui) is een zeevogel uit de familie van de meeuwen (Laridae) en de geslachtengroep sterns (Sternini). Deze vogel is genoemd naar de Amerikaanse arts en ornitholoog James de Berty Trudeau.

## Verspreiding
Deze soort komt voor van zuidoostelijk Brazilië tot oostelijk Argentinië en centraal Chili.

## Status
De grootte van de populatie wordt geschat op 1000-10.000 vogels. Op de Rode lijst van de IUCN heeft deze soort de status niet bedreigd.